# Gary A. Strobel
Dr. Gary A. Strobel (n. 23 de septiembre de 1938 (86 años) es un microbiólogo, micólogo, fisiólogo vegetal, y naturalista estadounidense, aborigen de Massillon (Ohio). Fue co-contribuidor al descubrimiento de la variación somaclonal que ocurre en las plantas, y se puede utilizar para la mejora vegetal. El descubrimiento del plásmido Ri en Agrobacterium rhizogenes también se originó en su laboratorio.
Más recientemente, ha comenzado a examinar hongos y bacterias endófitos por sus noveles compuestos químicos bioactivos y sus singulares biologías. La revista Forbes lo bautizó el "Indiana Jones de los cazadores de fungus" por sus expediciones, colecciones, y estudios en hongos.

## Carrera en educación
En 1960 completó su B.Sc. en la Colorado State University, y el PhD por la Universidad de California en Davis en 1963. Fue del personal del profesorado de la Universidad Estatal de Montana, en Bozeman, ganando el título de emérito en fitopatología el 30 de septiembre de 2005. Su investigación y sus intereses académicos se han centrado en las relaciones microbio – planta vascular.
Strobel ha dado conferencias en más de 350 institutos y universidades de todo el mundo y publicado más de 350 artículos en revistas científicas y cuenta con cerca de 50 patentes de EE. UU. y otros países. Ha recibido numerosos premios, incluyendo un galardón de desarrollo NIH, el Premio Wiley, y un especial reconocimiento de la Real Sociedad Química de Nepal, y el Premio MSU –VP de Tecnología y Ciencia. Recientemente, fue elegido en la membresía de la American Society for Microbiology. Además es miembro del The Explorers Club. De 1979 a 2000 fue jefe del Programa Experimental Montana NSF para Estudios de Estimulación de la Competitividad (EPSCoR) que fomenta y promueve la ciencia en todos los niveles de la sociedad.

## Estudios
Su trabajo sobre la modificación de la microflora arbórea, excluye la fitoenfermedad y recibió atención nacional en sus esfuerzos por controlar biológicamente la grafiosis.

## Endófitos
Strobel se embarcó en viajes de recolección e investigación sobre el uso de endófitos para varias aplicaciones. Ha licenciado más de 20 ejemplares a las empresas farmacéuticas y químicas, y sus descubrimientos han incluido un ejemplar que crece en el árbol Taxus que produce taxol, uno de los productores de un fumigante y otro que produce gases volátiles (hidrocarbonos). The amount of gas produced relative to the food inputs by is much lower for the endophyte than other biodiesel production methods, but research into bioengineering the biodiesel production traits into fast reproducing levadura is ongoing.